# Ichneumon boreellus
Ichneumon boreellus là một loài tò vò trong họ Ichneumonidae.